# Selište (feudalizam)
Selište (lat. sessio colonicalis) je u feudalizmu bilo imanje koji je vlastelin davao kmetovima na uživanje. Kmetska selišta zajedno su činila tzv. urbarijal ili rustikal, dok je vlastelin živio na alodiju.
Selište se dijelilo na unutarnji dio, koji je uključivao kuću s dvorištem i pripadajućim zgradama, te vanjski dio koji se sastojao od livada, obradive zemlje i sl. Unutarnji dio bio je površine 1 jutra (0,4 ha), a površina vanjskog dijela je zavisila o regiji i kvaliteti obradive zemlje. Vrijednost feuda zavisila je o broju selišta, a ne njihovoj površini.
Kmet je bio vezan za selište na kojem je živio, te ga je u nekim periodima i područjima vlastelin imao pravo iseliti ili prodati drugom vlastelinu, ali nije imao pravo pretvoriti njegovo selište u alodij. Kmet je u praksi obično provodio čitav život na svom selištu koje je potom bilo davano na uživanje njegovim nasljednicima. Zauzvrat je bio vlastelinu bio dužan rentu, koja se plaćala novcem, u naturi, vojnom obvezom, radom na alodiju (tlakom) ili kombinacijom navedenoga. Nakon ukinuća kmetstva u Hrvatskoj 1848., selišta su prešla u punopravno vlasništvo bivših kmetova.